# Garth Stevenson
Garth Stevenson (* 17. September 1982 in Kelowna, British Columbia) ist ein kanadischer Jazz- und Improvisationsmusiker (Kontrabass, Elektronik, Arrangement) und Filmkomponist.

## Leben und Wirken
Garth Stevenson studierte am Berklee College of Music; in Boston arbeitete er in dieser Zeit u. a. mit Bob Moses, Joe Lovano, George Garzone und John Lockwood. Mit dem Pianisten Marcin Masecki und dem Schlagzeuger Ziv Ravitz gründete er das Trio ZAQ. Nach Studienabschluss 2004 zog er nach New York, wo er seitdem in der Improvisations- und Experimental-Szene in verschiedenen Projekten arbeitet, u. a. mit Sonya Kitchell, John Shannon, Mat Maneri, Ryan Ferreira und Petr Cancura. Außerdem trat er als Solist auf, wobei er Live-Elektronik (wie Loops) einbezieht. Er wirkte an diversen Filmprojekten mit und trat auf amerikanischen und europäischen Festivals auf, u. a. auch in Fernsehshows von David Letterman und Craig Fergusson. 2007 legte er sein Debüt-Soloalbum Alpine vor. Ab 2010 arbeitete er mit der Meditationslehrerin Elena Brower zusammen, mit Auftritten im Museum of Modern Art und im Central Park. Im Bereich des Jazz war er zwischen 2005 und 2012 an zehn Aufnahmesessions beteiligt, u. a. auch mit John DeLucia, Jeremy Udden, Rob Mosher, John Ecreet, Harris Eisenstadt. Stevenson, der auch Musik für mehrere Kurz-, Dokumentar- und Spielfilme schrieb (u. a. Spuren (Regie: John Curran, 2013), New York Saints (2015)), lebt in New York City.

## Diskographische Hinweise
- Marcin Masecki, Garth Stevenson, Ziv Ravitz: TAQ – Live in Mińsk Mazowiecki (Rubicon Records, 2006)
- Rob Mosher: The Tortoise (Mill, 2008)
- Petr Cancura: PeopleMusic (RootsToBoot Music, 2008)
- Harris Eisenstadt: Woodblock Prints (NoBusiness Records, 2010)
- Harris Eisenstadt: Canada Day Octet (482 Music, 2011)

## Filmografie (Auswahl)
- 2012: Young Lakota (Dokumentarfilm)
- 2013: Spuren (Tracks)
- 2014: Red Knot
- 2015: New York Saints (Ten Thousand Saints)
- 2016: Unser Saatgut – Wir ernten, was wir säen (Seed: The Untold Story, Dokumentarfilm)
- 2017: Tater Tot & Patton
- 2017: Das Alibi – Spiel der Macht (Chappaquiddick)
- 2018: The Grizzlies
- 2019: Them That Follow
- 2021: Val Kilmer – Ein Leben zwischen „Top Gun“ und „The Doors“ (Val, Dokumentarfilm)
- 2024: Verloren in der Wildnis (Lost on a Mountain in Maine)